# Henriette de Sainte-Marie
Pour les articles homonymes, voir Sainte-Marie.
Henriette Marie de Sainte-Marie, connue sous le nom de baronne Almaury de Maistre, née en 1809 et morte en 1875, est une compositrice française.

## Biographie
Henriette de Sainte-Marie est la fille du député et écrivain Louis Marie Rapine du Nozet de Sainte-Marie. 
Le 9 mars 1831, elle épouse le baron Charles Augustin Almaury de Maistre à Sainte-Marie (Nièvre),,, membre de la famille de Maistre anoblie en 1763. Le couple a deux filles, Marie Pauline Henriette, née le 10 janvier 1832, et Marie Louise Valentine, qui épousera Pierre de Cessac en 1859. 
La baronne Almaury de Maistre tient un salon réputé, pendant les mois d'hiver. Elle compose des études, des œuvres sacrées et des opéras. Son opéra Les Roussalkas est créé à Bruxelles au Théâtre de la Monnaie le 14 mars 1870 et repris à Anvers le 18 mars 1871. 
Le poète Maurice de Guérin aurait été amoureux d'elle,.
Elle meurt le 7 juin 1875, dans son château des Coques, à Chaulgnes.

## Œuvres

### Opéras
- Cléopâtre, opéra en quatre actes[13],[14]
- Sardanapale, opéra en quatre actes[15],[16] aussi connu sous le nom Ninive[13]
- Les Roussalkas, opéra en deux actes, 1870[17]

### Œuvres sacrées
- Hymne à Sainte Flavie, 1844[18],[19]
- Messe solennelle pour 4 voix soprano, alto, ténor et basse, réduite pour orgue par Mme la baronne Almaury de Maistre, 1855[20]
- Stabat mater, 1867[21]

### Romance
- Barcarole, pour piano et voix, sur des paroles de Marceline Desbordes-Valmore[22]